# Catedral de Màlaga
La Catedral Basílica de la Encarnación (en català Catedral de l'Encarnació) és una de les joies renaixentistes més valuoses d'Andalusia. Està dins dels límits que marcava la desapareguda muralla àrab sobre el solar de la primitiva mesquita aljama, el lloc on els Reis Catòlics ordenaren construir un temple cristià al cap de pocs dies de conquerir la ciutat el 1487. Forma un gran conjunt arquitectònic junt amb la pròxima alcassaba i el castell de Gibralfaro.
Fou construïda entre 1528 i 1782. Les originàries traces, d'estil gòtic, derivaren en un projecte renaixentista en els plànols del qual participaren Diego de Siloé i Andrés de Vandelvira. La catedral és una síntesi d'estils arquitectònics entre els quals preval el Renaixement sobre el primer Gòtic de l'antiga fàbrica i els elements barrocs afegits des de principis del segle xviii.

## Història
L'Església Catedral de l'Encarnació de Màlaga es començà a construir l'any 1528 sobre el solar de l'antiga mesquita aljama en el moment de la seva reconquesta pels Reis Catòlics, l'any 1487.
Pareix que famós arquitecte Enrique Egas, vingut des de Toledo en companyia del mestre pedraire Pedro López, ja emet un primer informe l'any 1528 sobre les seves traces, tres anys després que el capítol decidís construir un nou temple, sent el mateix Pedro López, l'encarregat de dirigir les obres de la capçalera, dissenyada per un dels grans mestres de l'època, Diego de Siloé.
Després d'un període d'inactivitat, el capítol fa venir el 1549 a Andrés de Vandelvira, passant l'encàrrec l'any següent a Hernán Ruiz II, grans exponents ambdós de l'arquitectura renaixentista en Andalusia; i després a Diego de Vergara, mestre format a Itàlia, i al seu fill d'igual nom; els quals treballen en aquesta catedral fins a quasi el final del segle xvi. Així, por aquestes dates ja estaven en peu la capçalera i la sagristia, i es podria dir que fins aleshores havien intervingut en el magne projecte en major o menor grau tots els grans mestres del Renaixement andalús.
La Catedral fou consagrada el 3 d'agost de 1588.
Aquest enorme temple durant tota la seva edificació es va veure embolicat en constants vicissituds i interrupcions fins ben entrat el segle xviii quan, en 1782 i amb una de les torres de la façana principal encara sense acabar, es posà fi a un llarg procés constructiu. Es creu que els diners destinats a l'acabament de la torre sur s'utilitzà per a ajudar els Estats Units durant la seva Guerra d'Independència, com s'indica en una placa en la base de la torre, malgrat que investigacions de registres dedueixen que els diners s'empraren en el manteniment del Camino d'Antequera. El cas és que aquesta condició d'inacabada li dona a la Catedral el sobrenom de La Manquita. Actualment és motiu de polèmica, ja que hi ha persones que opinen que s'ha d'acabar tal com estava projectada en els plànols originals, mentre que altres opinen que s'ha de deixar tal com està. El que és cert és que el seu estat inacabat ha suposat problemes d'humitat a la torre i voltes que en qualsevol cas convé reparar.
Actualment, la Junta d'Andalusia està projectant la reforma de les cobertes de la catedral a causa de les goteres i humitats aparegudes als últims anys.

## Exterior

### Portades
El cos central de la façana està dividit en dues altures i tres carrers separats per monumentals columnes corínties erigides sobre altes bacses. En el pis inferior hi ha tres arcs monumentals i en ells, portes flanquejades per columnes de marbre vermellós. La porta principal es remata amb columnes salomòniques. Sobre les portes hi ha uns medallons. Els de les portes laterals representen els patrons de Màlaga, Sant Ciríac i Santa Paula, mentre el central representa l'Anunciació del Senyor, obra tallada en 1743 per l'escultor barroc Antonio Ramos.
Les portades renaixentistes del creuer estan flanquejades per singulars torrasses amb balcons, un dels millors exemples de pedra tallada malaguenya. Les esmentades portades contenen una porta semicircular amb arquivoltes sobre capitells i cos amb tres fornícules, la central de mig punt i arquitravades les laterals, d'interessant composició pal·ladiana. La bella Portada del Sagrari, de mig punt entre un orde de columnes, presenta frontó corb amb l'escut episcopal en el seu timpà; els murs laterals mostren la grandiositat dels seus contraforts rematats per cornises clàssiques i dos cossos de finestres.

### Absis i torre nord
L'absis del temple, del segle xvi, ofereix una sòlida imatge pètria de dos cossos. En el superior s'estén la triple arqueria de mig punt que recorre els laterals del monument.
La torre nord s'eleva fins als 93 metres d'altura. Situada a l'esquerra de la façana principal, els seus dos primers cossos tenen les mateixes proporcions que les dues altures de l'estructura central. En el tercer cos s'obri als seus quatre costats una triple arqueria a l'interior de la qual hi són les 14 campanes, les 8 principals de les quals foren fuses pel mestre Francisco Venero en 1784.
La Catedral té els seus propis jardins i un bell pati de tarongers que recorda l'antiga mesquita.

## Interior

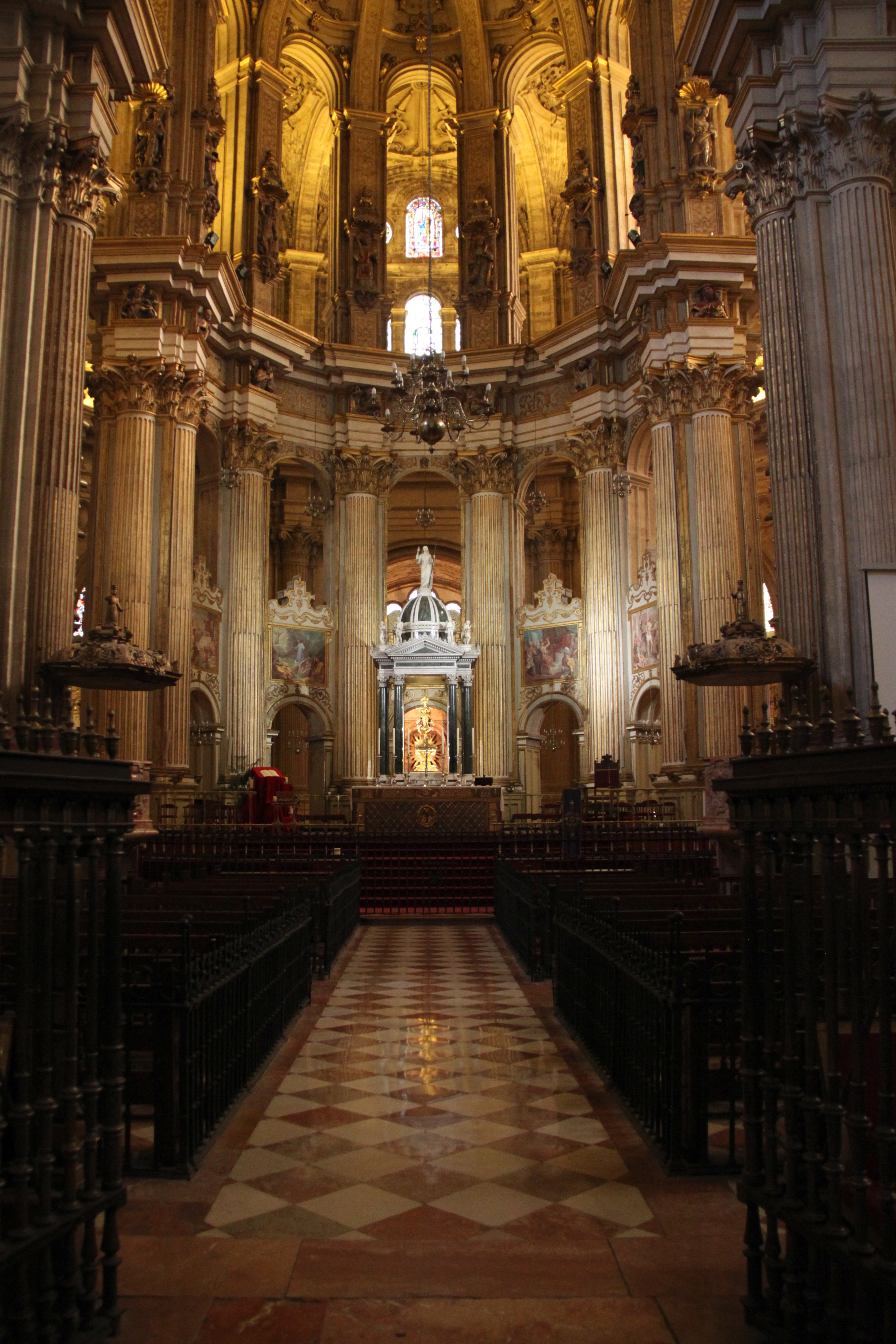
Altar mayor de la catedral de Málaga.

La catedral, de planta rectangular, està composta per tres naus, sent la del centre de major amplària que les laterals i totes iguals en altura, 41,79 metres. Té capelles laterals a tot el perímetre de l'església excepte en els peus, amb un creuer sensiblement ressaltat, deambulatori i absis poligonal.
Destaca la capella major, obra de Diego de Vergara de 1541, semicircular, amb els seus murs esquinçats per altes finestres superposades entre columnes corínties estriades i coberta amb una bella volta de creueria. La resta de l'interior es cobreix por espectaculars voltes bufades, decorades amb grutescos i palmes, on amb mestria es munten nous pilars sobre els ja existents en el centre del temple per a guanyar altura, deixant enrere definitivament el tradicional esglaonament gòtic de les tres naus.

### Cor
La construcció del cor s'inicia després de la inauguració del temple, quan es planteja la construcció d'un espai on instal·lar l'antic cadirat del cor per a l'adequat desenvolupament de l'activitat litúrgica. Serà l'any 1590 quan Juan de Minjares, amb la participació d'altres mestres, realitzi les primeres traces d'aquesta magnífica obra. En 1592 la direcció recaigué en l'arquitecte Diego de Vergara sota la supervisió d'Hernán Ruiz. Posteriorment, es feu càrrec de l'obra Pedro Díaz de Palacios, quedant finalment inaugurada l'any 1631.
L'any 1633 sota el deganat de Juan de Arias y Moscoso, es convocà un concurs per a la realització d'un nou cadirat, sent seleccionada finalment la proposta de l'escultor i arquitecte sevillà Luis Ortiz de Vargas, el qual, abans de concloure les obres, abandonà el taller, sent substituït per l'artista de Terol José Micael Alfaro, el qual introduirà al conjunt l'estil manierista, fortament influenciat pels models italians de Miquel Àngel.
Després d'un període de paralització de les obres, el prelat Diego Martínez de Zarzosa (1656-58) donà mil ducats per a reiniciar les gestions i concloure així la imatgeria del cor. Al juliol de 1658 el capítol adjudicà definitivament l'acabament del cadirat del cor a l'artista de granada Pedro de Mena y Medrano, que realitzà la part escultòrica més espectacular del conjunt catedralici. L'estil de l'artista durant la seva etapa malaguenya supera i es distancia de l'estil anterior, marcat per la influència del seu mestre Alonso Cano, realitzant obres marcades per una gran serenitat i distinció caracteritzades per un modelat sua i preciosista.

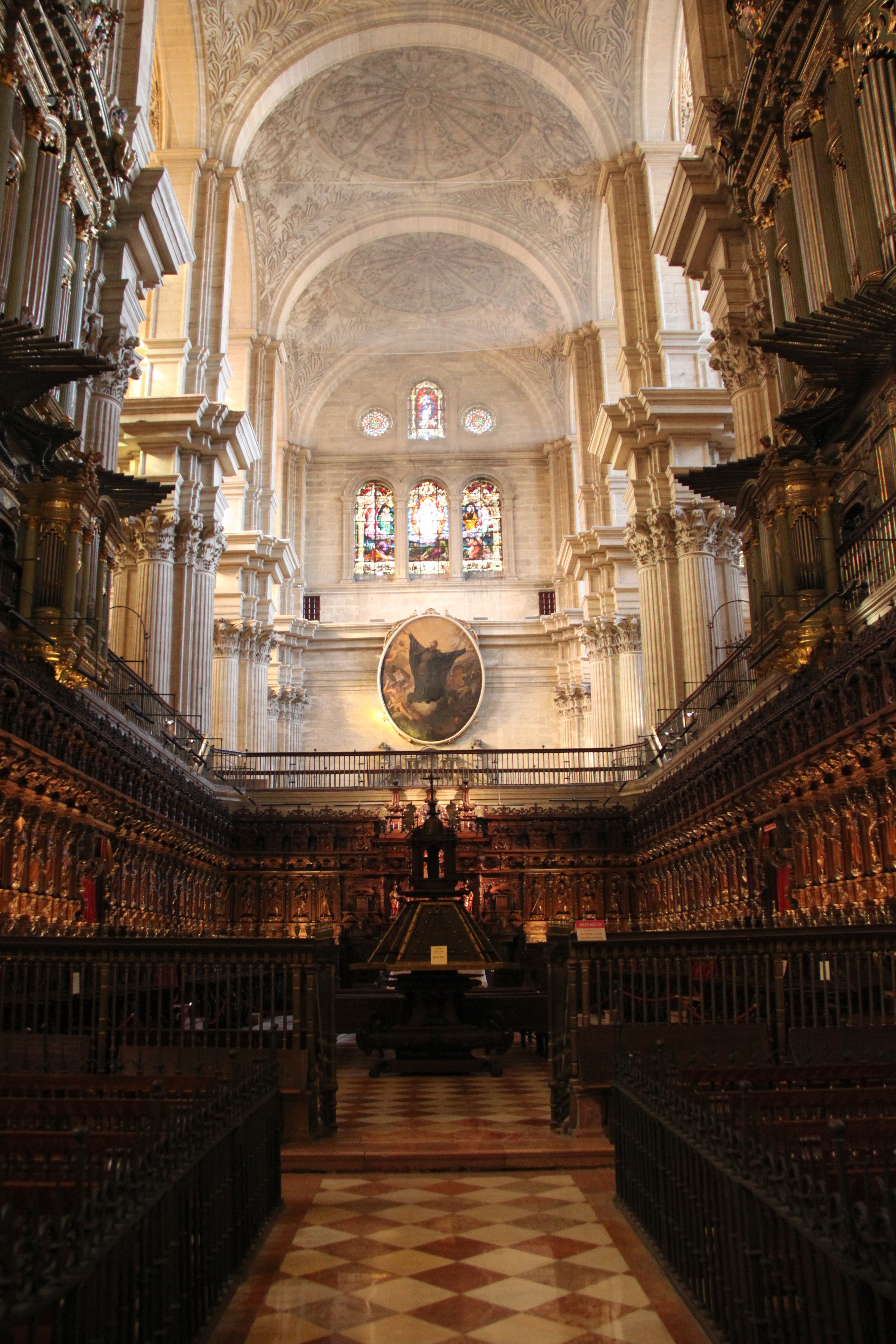
Cor de la Catedral de Màlaga.

El cadirat del cor de la Catedral de Màlaga es presenta amb una traça rectangular, disposada en tres nivells, els dos primers destinats als seients i el darrer cos d'àtic, tot això presidit pel setial episcopal, precedit d'escalinata i baranes protectores.
Al cor s'accedeix bé a través de la reixa que el separa del presbiteri, bé per alguna de les dues portes bessones obertes, respectivament, en el costat de l'Evangeli i de l'Epístola.

#### Primer cos
El primer cos està format per quaranta-quatre seients, una meitat corresponent a degans i l'altra als arxiprestes. Aquest primer espai es caracteritza fonamentalment pel programa decoratiu dels seients, tallats a la part inferior i lateral amb diversos motius de caràcter geomètric, vegetal, animal, al·legòric i emblemàtic, tant de passió com moral, així com caps masculins i femenins amb gest individualitzat, obra principalment de l'artista sevillà Luis Ortiz de Vargas entre els anys 1633 i 1637.
Entre els setials se situen diferents estípits decorats amb caps masculins salpicats de trets fantàstics. Igualment, i completant el programa escultòric del cadirat baix del degà s'ha de destacar les misericòrdies, representades de diferents formes com, per exemple, un cap masculí amb barba en forma de flames o el cap d'una monja amb expressió de plor a la cara.
Els respatlers i setials del cadirat baix dels degans estan formats per panells decorats amb formes i motius variats. S'ha de destacar els setials número u i quaranta-quatre on es representa, respectivament, l'Esperança i la Fortalesa.

##### Segon cos
El segon cos del cor té el mateix nombre de seients que l'anterior, mostrant una única diferència en els respatlers, decorats amb taulers de grans dimensiones i en els que s'ubiquen les impressionants escultures de relleu redones que representen a sant Pere i sant Pau, obres de Luis Ortiz de Vargas, l'apostolat i la Mare de Déu, realitzats per José Micael y Alfaro, i els pares de l'església, sants i evangelistes, realitzats per Pedro de Mena.
L'obra de Pedro de Mena reflecteix la ràpida evolució d'aquest respecte a la seva etapa anterior fortament influenciada pel seu mestre, el granadí Alonso Cano. Totes les escultures estan realitzades en fustes nobles, caoba, cedre i "granadillo", sobre un fons pla emmarcats per pilastres i arcs de mig punt. Hem de destacar la representació de Sant Joan de Déu, que ocupa el setial número dos, sent esta obra un magnífic estudi del natural, dotat d'una gran expressivitat gestual. Així mateix, són d'un valor artístic excepcional la figura de Sant Tomàs de Villanueva del setial número sis, la representació de Sant Jeroni Penitent del número quinze i la Mare de Déu amb el Nin del setial episcopal, obres de Luis Ortiz de Vargas.

##### Tercer cos
El tercer cos, corresponent a l'àtic, està compost per caps femenines emmarcades per una motllura rematada per una cresteria composta, a la vegada, per una cornisa sortint enquadrada per dues pilastres i frontó corb interromput en el centre por un oval en el qual s'inscriu el bust d'una dona amb un hàbit, mant i toga.

##### Béns mobles
El Cor de la Catedral de Màlaga es completa amb altres béns mobles com un petit faristol mòbil de fusta, el faristol del bisbe que, realitzat en marbre rosa amb vetes i decorat per l'escut del bisbe Fray Alonso Enríquez, s'ubica a la part superior de l'escalinata, on es troba el setial episcopal i, finalment, el faristol, el qual està datat entre 1645 i 1671 i atribuït a Luis Ortiz de Vargas i Fernando Ortiz, d'estil manierista. Consta d'una base de forma romboïdal amb els angles acabats en volutes i un cos central amb quatre cossos inclinats i rematat per un petit templet amb els quatre costats oberts, a l'interior del qual s'ubica una imatge de la Immaculada. El programa decoratiu del faristol es compon de diversos escuts, entre els quals cal destacar el de la Catedral de Màlaga, l'escut episcopal i l'escut del Cardenal Alonso de la Cueva, així com baixos relleus que representen àngels.

### Capelles

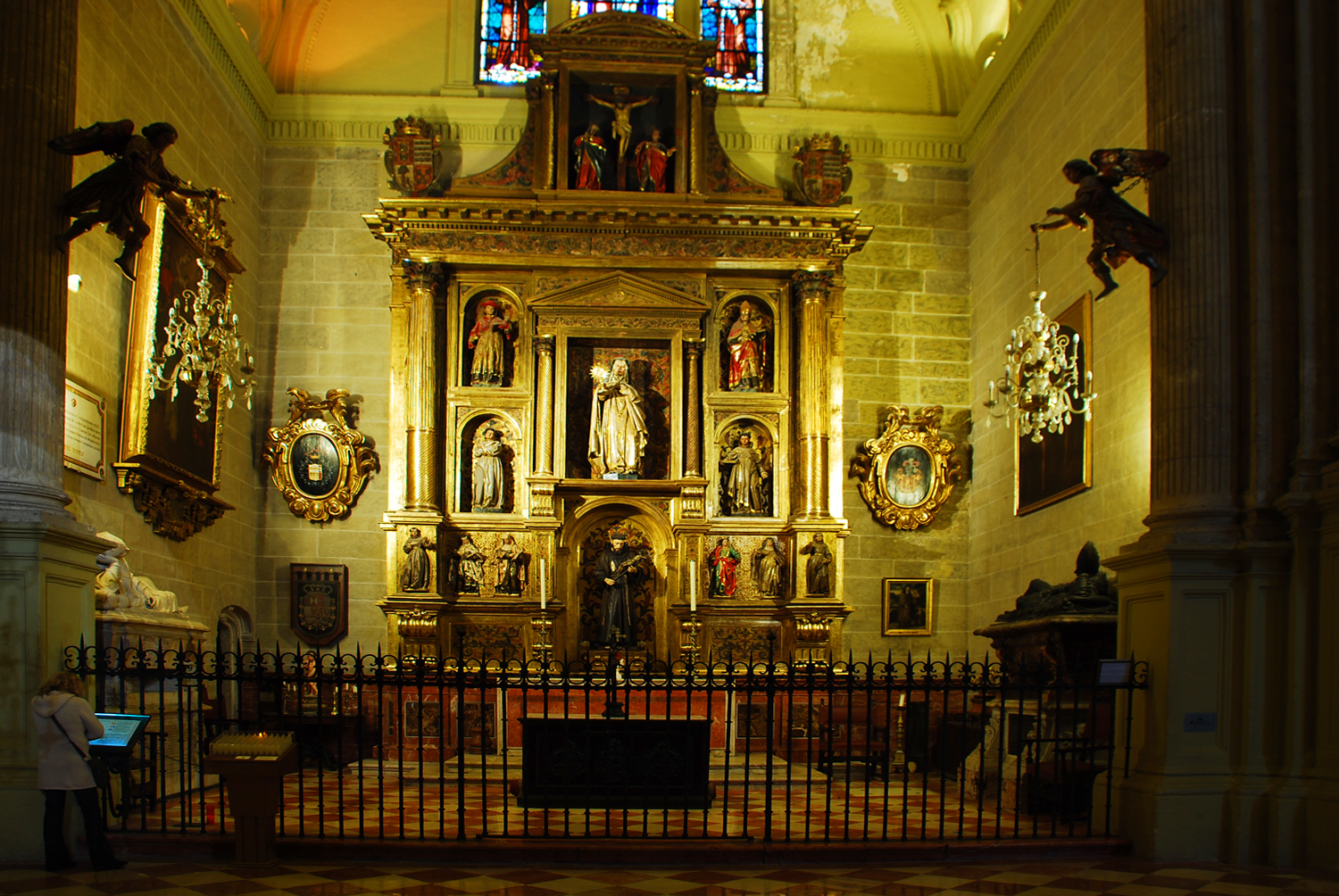
Capella de Sant Francesc d'Assís.

D'esquerra a dreta tenim les següents capelles:
- Capella Nova o Capella de los Caídos: No tengué altar fins a 1889. Davall hi ha una cripta on estan enterrats els morts de la Guerra Civil espanyola.
- Capella del Sagrat Cor: És molt popular per ser la capella on se celebren les bodes. El retaule és del s.XVI del mestre Ángulo.
- Capella de la Mare de Déu del Rosari: Té un quadre d'Alonso Cano, realitzat en 1665, en el qual la Mare de Déu lliura un rosari a Sant Domènec.
- Capella de la Immaculada: El quadre de la Immaculada s'atribueix a Mateo Cerezo, però d'altres diuen que és de Claudio Coello.
- Capella de La Mare de Déu dels Reis: La petita Mare de Déu era propietat dels Reis. A cada costat, dues figures orant representen els Reis Catòlics, obra de Pedro de Mena de 1676. Existeix, a més, un cap del Santcrist, anomenat el Santcrist d'Orà, ja que segons la llegenda quan els turcs conqueriren Orà, els cristians amb les presses per salvar-se, s'endugueren només el cap de la imatge, enterrant la resta per a evitar la seva profanació.
- Capella de Sant Francesc: De 1571, conté dos sepulcres, el del bisbe Luis de Torres i la del seu nebot. El retaule ve del convent de les clarisses de Plasència.
- Capella de Santa Bàrbara: té un retaule gòtic del segle xvi.
- Capella de l'Encarnació: És la més important de la Catedral, fou dissenyada per Ventura Rodríguez i tallada amb pedra d'àgata. Té un retaule neoclàssic de 1785, obra de Juan de Villanueva i tallat per Antonio Ramos i Aldehuela, amb escultures de Salazar i Palomino. Conté els sepulcres dels bisbes Bernardo Manrique i Molina Lario.
- Capella del Pilar: Aquí hi havia un pou que abastia d'aigua per a l'obra de la Catedral.
- Capella del Santcrist de l'Empar i Capella de Sant Julià.

Capella Major: Es construí sota el pontificat del bisbe Pacheco de Córdoba. Conté pintures manieristes de l'artista italià César Arbassia. Els magnífics púlpits de marbre de Cabra són de Juan Bautista (1577)

## Tresor catedralici
Són destacables valuoses obres de Juan Niño de Guevara, Claudio Coello, Alonso de Mena, Francisco Palma Burgos i Enric Simonet i Lombardo.

## Galeria

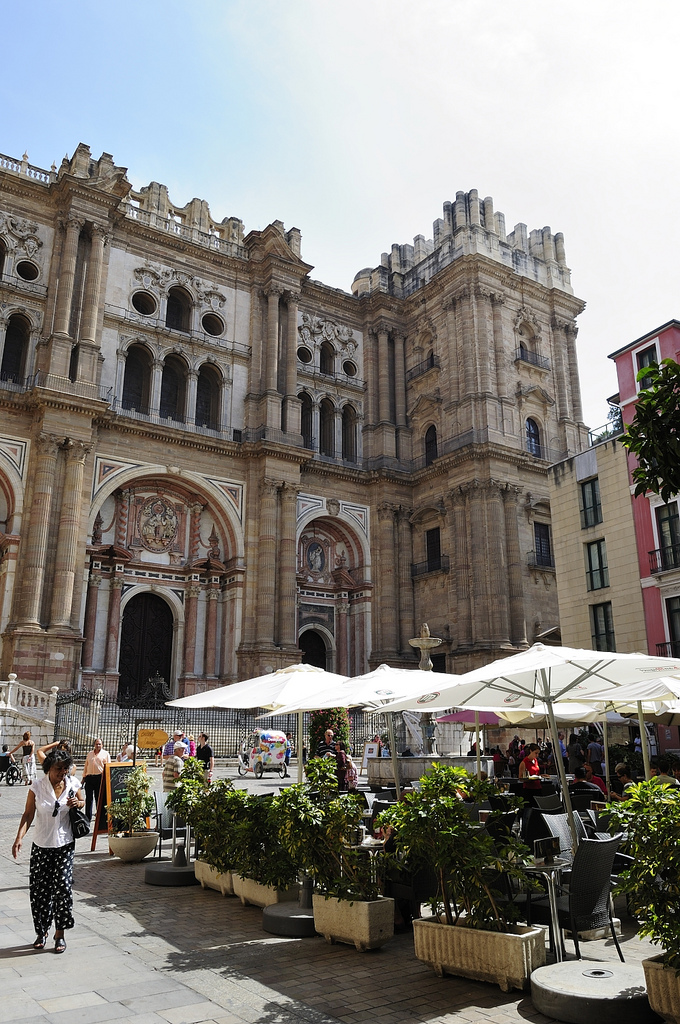
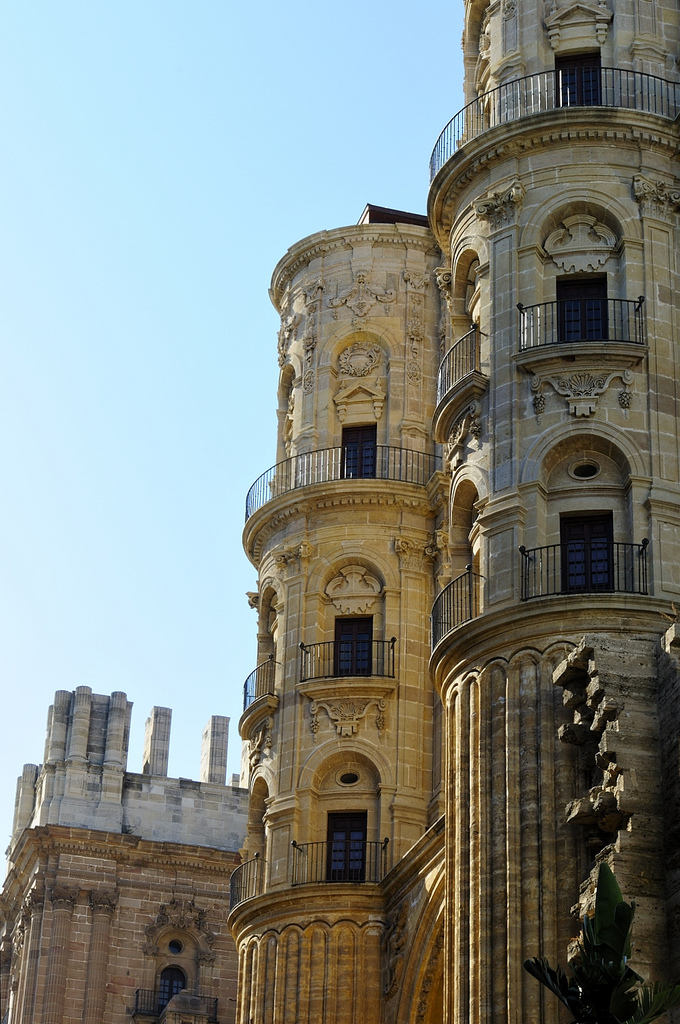
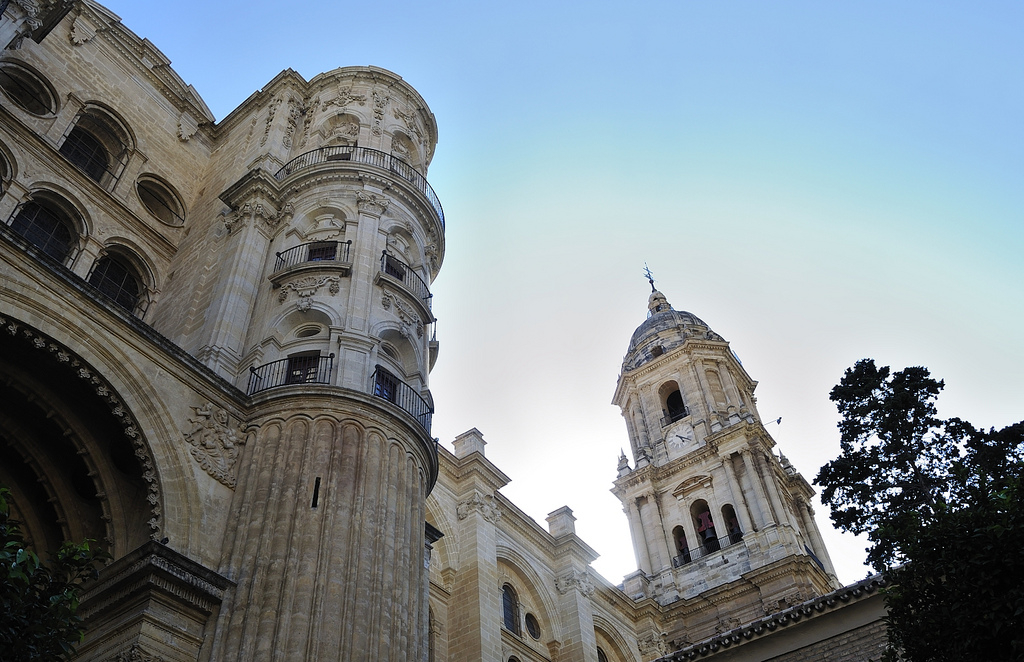
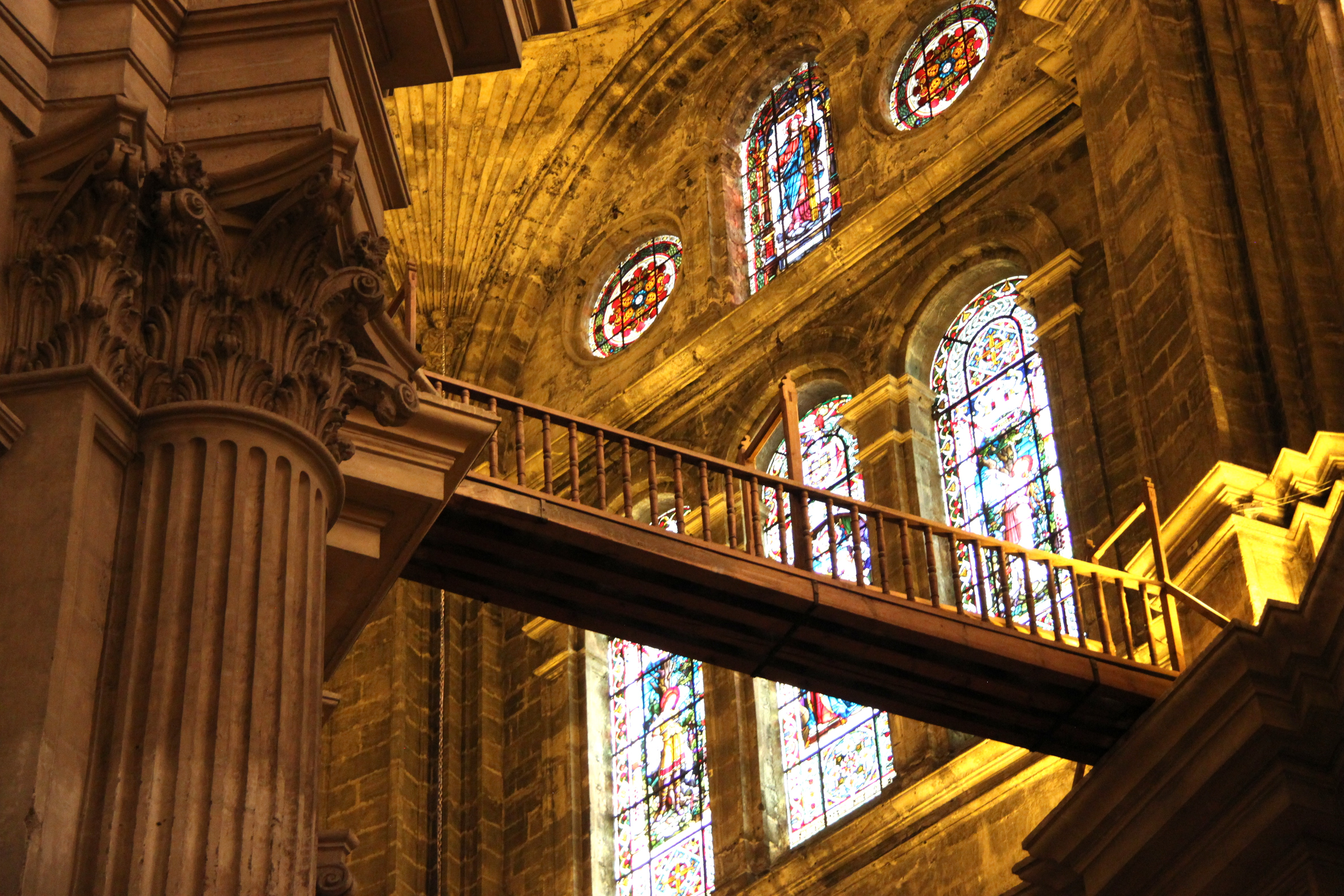
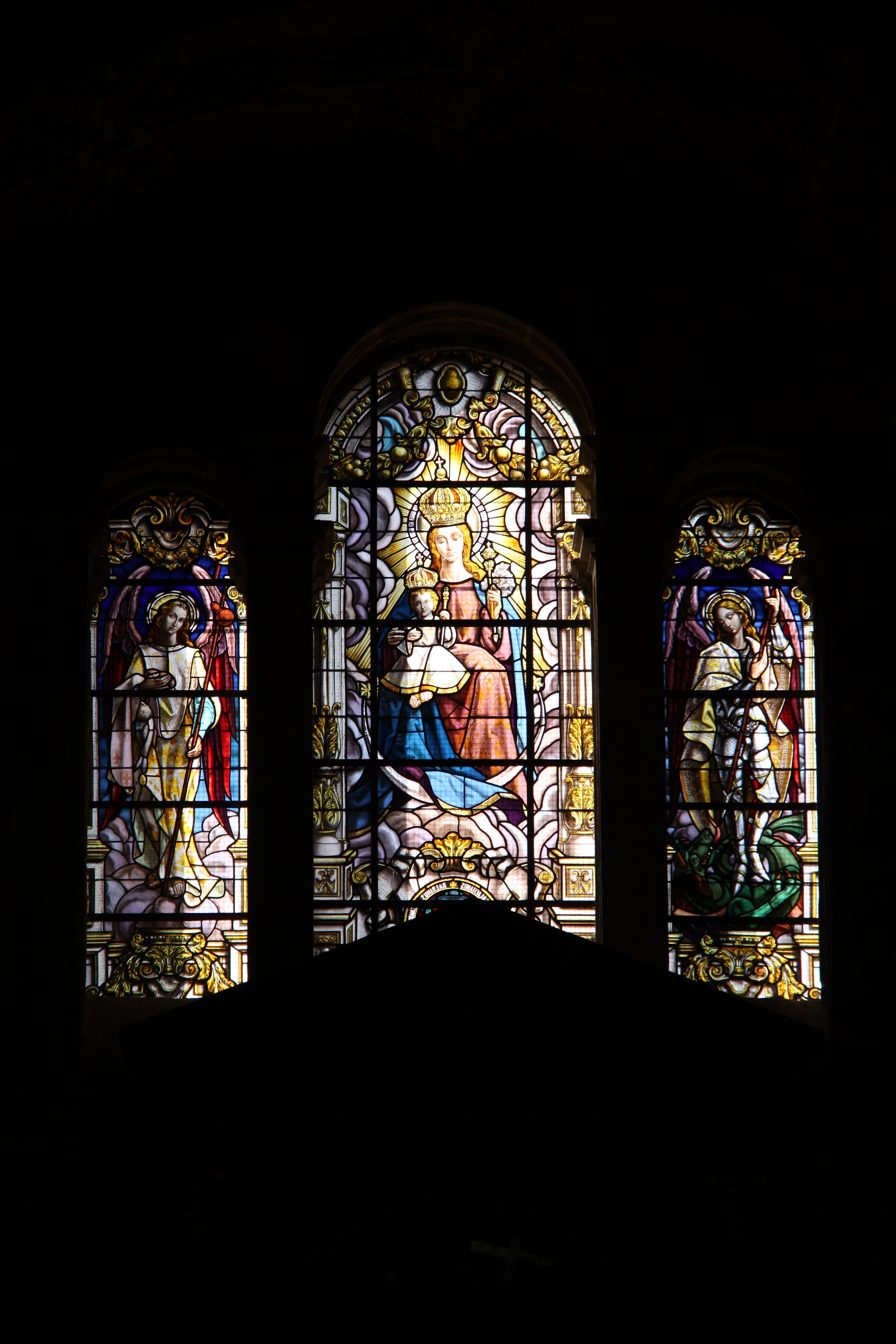
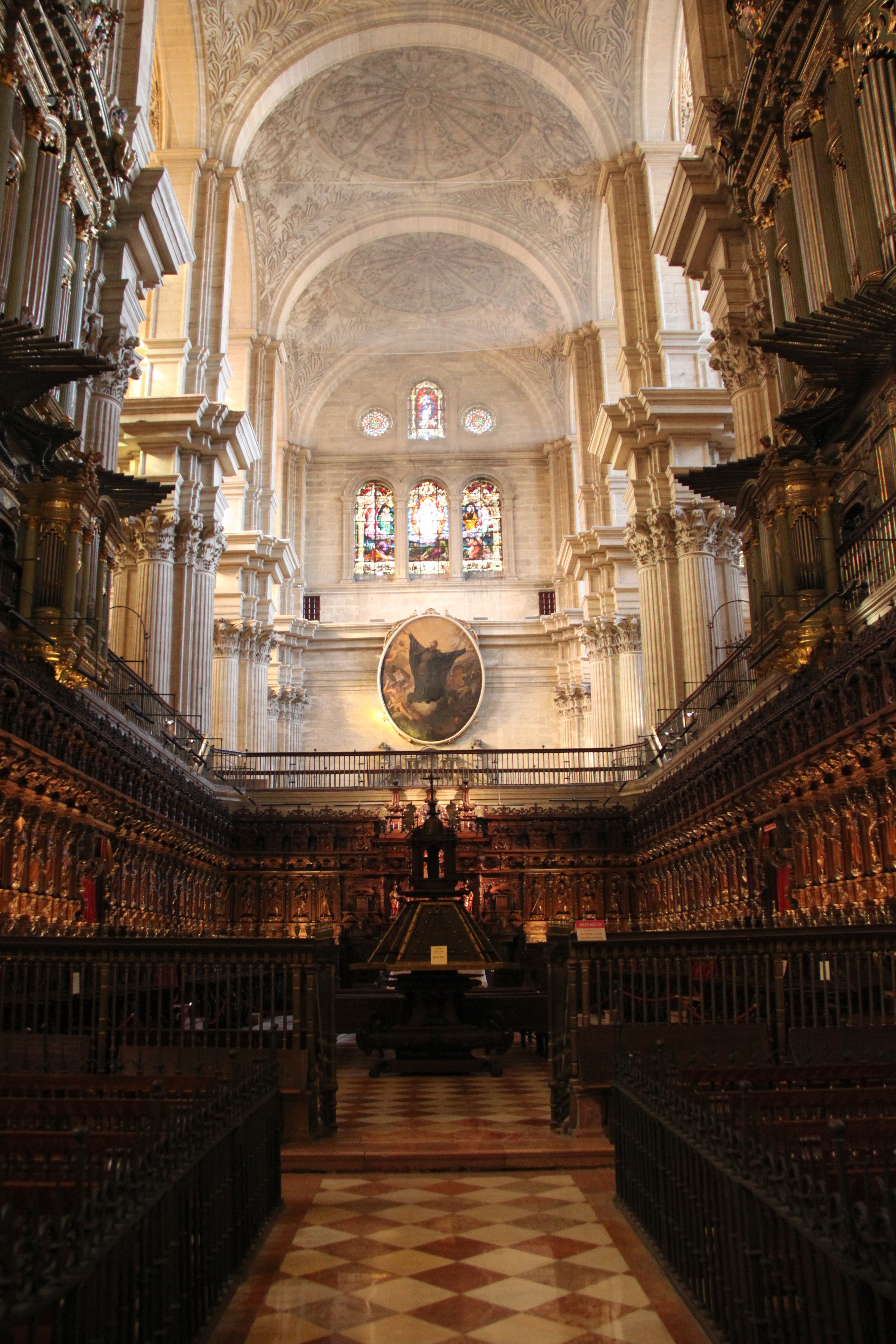
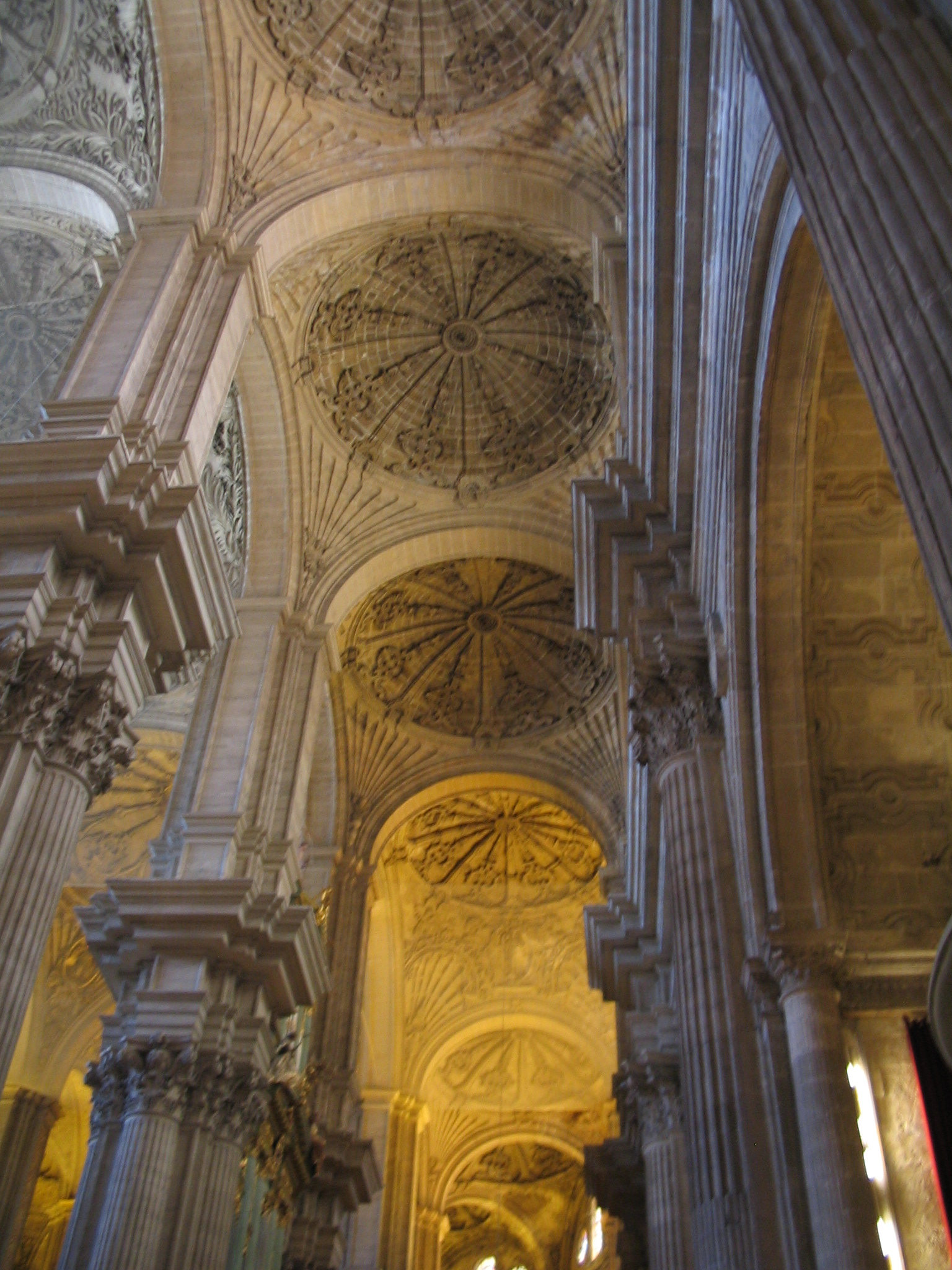

## Catalogació
Bé d'Interès Cultural, categoria Monument, segons Llei 16/1985 de 25 de juny. Declarat Monument Històric Artístic el 3 de juny de 1931.

## Capítol Catedralici
El Capítol Catedralici és l'òrgan de govern i administració de la Catedral. El componen sacerdots de la diòcesi amb cert reconeixement o antiguitat, a vegades càrrecs de la cúria o rectors dels principals temples; aquests són anomenats pel bisbe. Entre les seves funcions es troba atendre espiritualment les necessitats dels fidels que la visiten, encarregant-se els seus membres de les celebracions litúrgiques. Aquest capítol l'encapçala el Degà-President, anomenat pel bisbe diocesà a proposta del capítol. El Degà és el representant del Capítol i, per tant, és el màxim responsable directe de la Catedral, tenint sota la seva responsabilitat l'atenció i la cura del temple.
El Capítol de la catedral de Màlaga està compost actualment por 20 canonges incloent el Degà-President Alfonso Fernández-Casamayor Palacio.

## Curiositat
Algunes escenes del film Moment of Danger dirigit per Laszlo Benedek i protagonitzat per Trevor Howard i Dorothy Dundrige foren rodades a l'atri de la catedral en 1959.
Així com escenes de la pel·lícula El puente de San Luis Rey de l'any 2004 protagonitzada entre d'altres per Robert De Niro, Kathy Bates o Harvey Keitel.